# Quercus miyagii
Quercus miyagii är en bokväxtart som beskrevs av Gen-Iti Koidzumi. Quercus miyagii ingår i släktet ekar, och familjen bokväxter.
Artens utbredningsområde är Nansei-shoto. Inga underarter finns listade.